# Coral Rodríguez Fouz
Coral Rodríguez Fouz (La Corunya, 1969) és una política basca d'origen gallec i militant del PSOE. El 1976 es traslladà amb la seva família a Eibar i el 1984 s'afilià a les Joventuts Socialistes d'Espanya. Estudià medicina, obtingué un màster en bioètica i dret, i fou tinent d'alcalde d'Eibar pel PSE-EE el 1994-1995 i senadora per Guipúscoa a les eleccions generals espanyoles de 1996, on ha estat ha estat membrea de la Comissió especial d'Ordenació del Servei Farmacèutic, de la Comissió especial d'estudi sobre l'eutanàsia, i de la comissió mixta per a l'estudi de les drogues. Posteriorment ha estat regidora del mateix partit a Eskoriatza.
Fou escollida diputada per Guipúscoa a les eleccions al Parlament Basc de 2005. El febrer de 2005 presentà una moció al Parlament Basc reclamant la investigació a un caseriu de Donapaleu (Iparralde) on, segons els seus indicis, ETA va enterrar el 1973 Humberto Fouz (oncle seu), Fernando Quiroga Veiga i Jorge García Carneiro, gallecs residents a Irun, a qui havien assassinat en confondre'ls amb policies de paisà. El setembre de 2007 deixà el seu escó i marxà a viure a La Corunya.